# Schoolgirl Strikers
Schoolgirl Strikers (スクールガールストライカーズ?, Sukūrugāru Sutoraikāzu) è un videogioco di ruolo giapponese sviluppato e pubblicato da Square Enix il 10 aprile 2014. Un adattamento anime, prodotto da J.C.Staff e sottotitolato Animation Channel, è stato trasmesso in Giappone tra il 7 gennaio e il 1º aprile 2017.

## Personaggi
Tsubame Miyama (美山 椿芽?, Miyama Tsubame)
Doppiata da: Kaori Ishihara
Satoka Sumihara (澄原 サトカ?, Sumihara Satoka)
Doppiata da: Rina Hidaka
Io Yaginuma (夜木沼 伊緒?, Yaginuma Io)
Doppiata da: Miyuki Sawashiro
Yumi Sajima (沙島 悠水?, Sajima Yūmi)
Doppiata da: Kana Hanazawa
Mana Namori (菜森 まな?, Namori Mana)
Doppiata da: Yui Ogura

## Media

### Anime
Un adattamento anime dal titolo Schoolgirl Strikers: Animation Channel fu annunciato a ottobre 2016. Hiroshi Nishikiori ha diretto la serie presso lo studio J.C.Staff, con testi scritti da Takao Yoshioka e Mizuto Suzuki e Kengo Tokusashi producono la musica a Square Enix. L'anime è andato in onda in Giappone dal 7 gennaio al 1º aprile 2017 su Tokyo MX e successivamente su BS11, AT-X, KBS e SUN. In tutto il mondo, ad eccezione dell'Asia, gli episodi sono stati trasmessi in streaming in simulcast, anche coi sottotitoli in lingua italiana, da Crunchyroll.

#### Episodi
| Nº | Titolo italiano Giapponese 「Kanji」 - Rōmaji | In onda          | In onda |
| Nº | Titolo italiano Giapponese 「Kanji」 - Rōmaji | Giapponese       |         |
| 1  | In Azione! Fifth Force 「出撃！フィフス・フォース」 - Shutsugeki! Fifusu fōsu                                                                                | 7 gennaio 2017   |         |
| 2  | Allenamento! La nostra prima vittoria 「特訓！そして初めての勝利」 - Tokkun! Soshite Hajimete no shōri                                                       | 14 gennaio 2017  |         |
| 3  | Altair Torte - Le origini! 「結成！アルタイル・トルテ」 - Kessei! Arutairu torute                                                                            | 21 gennaio 2017  |         |
| 4  | L'arrivo! La bellissima detective di cui tutti parlano 「登場！ウワサの美少女探偵」 - Tōjō! Uwasa no bishōjo tantei                                          | 28 gennaio 2017  |         |
| 5  | Incandescente! La sfida fra squadre 「白熱！チーム対抗戦」 - Hakunetsu! Chīmu taikō-sen                                                                      | 4 febbraio 2017  |         |
| 6  | Assalto! La super strategia SF 「急襲！SF大作戦」 - Kyūshū! SF Dai Sakusen                                                                                   | 11 febbraio 2017 |         |
| 7  | Scontro! Due nemici formidabili 「激突！二つの強敵」 - Gekitotsu futari no Kyōteki                                                                           | 18 febbraio 2017 |         |
| 8  | Scontro finale! Le tre sorelle Origami 「対決！降神三姉妹」 - Taiketsu! Origami Sanshimai                                                                    | 25 febbraio 2017 |         |
| 9  | Giovinezza! Il duello cremisi 「青春！紅の決闘」 - Seishun! Kurenai no kettō                                                                                 | 4 marzo 2017     |         |
| 10 | Arrivo! Il cavaliere solitario 「参上！孤独の騎士」 - Sanjō! Kodoku no kishi                                                                                 | 11 marzo 2017    |         |
| 11 | Brividi! Appare una creatura non identificata nelle montagne innevate 「戦慄！大雪山に未確認生物を見た」 - Senritsu! Taisetsuzan ni mikakuninseibutsu o mita | 18 marzo 2017    |         |
| 12 | Cambiamento! Le tre sorelle scompaiono 「急転！消えた三姉妹」 - Kyūten! Kieta sanshimai                                                                      | 25 marzo 2017    |         |
| 13 | Scontro finale! La Fifth Force è per sempre 「決戦！フィフス・フォースよ永遠に」 - Kessen! Fifusu fōzu yo eien ni                                            | 1º aprile 2017   |         |